# Stara Wieś (Wola Więcławska)
Stara Wieś – część wsi Wola Więcławska w Polsce położony w województwie małopolskim, w powiecie krakowskim, w gminie Michałowice. 
W latach 1975–1998 Stara Wieś administracyjnie należała do województwa krakowskiego.